# Cuevas de Zugarramurdi
Las Cuevas de Zugarramurdi o Cuevas de las brujas (Zugarramurdiko leizeak en euskera) son una serie de cuevas prehistóricas que se encuentran cerca del municipio de Zugarramurdi (al norte de Navarra, España). 

## Localización
Este complejo cárstico destaca por su carácter superficial y se encuentra situado a menos de medio kilómetro de distancia del casco urbano, en el antiguo camino Zugarramurdi-Sara. Junto con las, ya francesas, cuevas de Sare (situadas a pocos kilómetros) forman una región de características similares.
El río Olabidea o Infernuko erreka (en castellano: "arroyo del infierno") ha ido creando su progresivo desgaste por la erosión, ya que recorre la cueva principal. La sala principal en su tramo mayor alcanza los 120 metros de largo, 12 de alto y los 30 de ancho.

## Historia
Estas cuevas son especialmente conocidas porque hacia 1610, en el Auto de Fe de Logroño la Santa Inquisición procesó a 31 personas de Baztán, Urdax y Zugarramurdi, dos de ellas mujeres de más de 80 años. Pocas salvaron sus vidas tras haber reconocido entre lágrimas sus culpas y pedir misericordia. Trece murieron al no poder resistir la tortura. El 7 de diciembre seis personas fueron quemadas vivas y otras cinco en estatua. Se les acusó de posesión demoníaca, celebrar misas negras, provocar tempestades en el Cantábrico, causar maleficios a los campos y animales, y por prácticas de vampirismo y necrofagia. Esto ha constituido el mayor proceso en su historia, conocido con el nombre de las brujas de Zugarramurdi.
Con la intención de dar a conocer lo que sucedido en Zugarramurdi, sus cuevas y su entorno, en julio de 2007 se inauguró el Museo de las Brujas de Zugarramurdi. Situado en el que era el viejo hospital de la localidad, en la salida del mismo hacia las cuevas, esta espacio museístico se constituyó con el fin de perpetuar la memoria y vida de aquellas personas.